# Texas State Highway 20
Der Texas State Highway 20 (kurz SH 20) ist eine State Route im US-Bundesstaat Texas, die in Nord-Süd-Richtung verläuft.
Die State Route beginnt an der New Mexico State Route 478 nahe Anthony und endet nach 126 Kilometern in McNary an der Interstate 10. Sie folgt im Wesentlichen den Verlauf des ehemaligen U.S. Highways 80.

## Verlauf
Im Norden von El Paso zweigt der Texas State Highway 178 ab, die an der parallel zur TX 20 verlaufenden Grenze zu New Mexico endet. Im Zentrum von El Paso trifft die Straße auf die U.S. Highways 54, 62, 85 und 180. Auf dem letzten Abschnitt bis McNary verläuft die State Route parallel zur I-10.